# じゃじゃ馬にさせないで
「じゃじゃ馬にさせないで」（じゃじゃうまにさせないで）は、西尾えつ子のデビューシングル。1989年4月25日にキティレコードよりリリースされた。

## 解説
「じゃじゃ馬にさせないで」はテレビアニメ『らんま1/2』のオープニングテーマに起用された。同アニメのシャンプー役である佐久間レイが『らんま1/2 格闘歌かるた』（1992年10月21日リリース）内でカヴァーしている。また天道あかね役の日髙のり子が、カバーソングプロジェクト「CrosSing 12th SEASON」でカバーしており、2025年7月16日に「じゃじゃ馬にさせないで from CrosSing」のタイトルで配信リリースされた。
台湾各地のラジオ放送局で放送されている『陳鴻倶楽部』という番組で、番組中のインターバルシグナルとして、本曲が使用されている。番組の内容は『らんま1/2』とは全く関係無く、DJの女性が一人で喋りまくるというもの。また曲のテンポも少し速めとなっている。

## 収録曲
（全編曲：椎名和夫）
1. じゃじゃ馬にさせないで (159BPM) [3:29]
作詞：森雪之丞、作曲：村松邦男
  - フジテレビ系アニメ『らんま1/2』オープニングテーマ
2. 変な恋 (138BPM) [3:23]
作詞：竹本聖、作曲：柴矢俊彦

## 収録アルバム
| 曲名                   | 収録アルバム                                           | 発売日         | 規格品番   |
| ---------------------- | ------------------------------------------------------ | -------------- | ---------- |
| じゃじゃ馬にさせないで | 『らんま1/2 音楽道場』                                 | 1989年7月21日  | D27G-1003  |
| じゃじゃ馬にさせないで | 『らんま1/2 開幕的主題歌全集』                         | 1992年10月21日 | PCCG-00190 |
| じゃじゃ馬にさせないで | 『らんま1/2 TVテーマソングス コンプリート』            | 1999年3月17日  | PCCG-00491 |
| じゃじゃ馬にさせないで | 『みんなのテレビ・ジェネレーション アニメ歌年鑑 1989』 | 2006年8月23日  | COCX-33857 |
| じゃじゃ馬にさせないで | 『決定盤!!「オリジナルTVアニメ」ベスト』               | 2008年10月8日  | PCCK-10001 |
| じゃじゃ馬にさせないで | 『らんま1/2 アニメ主題歌&キャラソン大全集』            | 2015年8月19日  | PCCK-20118 |